# يوشينوبو أكاو
يوشينوبو أكاو مواليد 3 أكتوبر 1975 في ياماناشي، اليابان، هو لاعب كرة قدم ياباني سابق كان يلعب كلاعب وسط.

## روابط خارجية
- يوشينوبو أكاو على موقع رابطة كرة القدم اليابانية للمحترفين (اليابانية)